# Сырово (Николаевская область)
Сырово (укр. Сирове) — село в Первомайском районе Николаевской области Украины.
Расположено на правом берегу речки Кодымы, в 12 км к северо-западу от центра общины и железнодорожной станции Врадиевка.
Население по переписи 2024 года составляло 1240 человек. Почтовый индекс — 56311. Телефонный код — 5135. Занимает площадь 9,524 км².
В селе имеются школа, дом культуры, фельдшерско-акушерский пункт, детский сад, библиотека.

## История
Основано в 1697 году крестьянами бежавшими из Польши и Молдавии.
Козеное село находилось в составе Ольвиопольский уезд Херсонской губернии.
1836 года Ананьевского уезда Херсонской губернии
1841 года в составе 12 кавалерийский округ Новороссийской губернии
Имелась православная церковь 1824 года перестройки,
По состоянию на 1859 год в селе проживало 2183 жителя в 314 дворах.
Согласно переписи 1897 года население села составляло 4689 жителей (2381 мужчин и 2308 женщин), из которых 4640 православной веры.
Советская власть была установлена в селе в январе 1918 года.
Во время Великой Отечественной войны село было оккупировано немцами, входило в состав Губернаторства Транснистрия. В селе действовала подпольная антифашистская группа И. А. Гуртова. 442 жителя села ушли на фронт, 254 из них не вернулись с поля боя; 328 — награждены орденами и медалями СССР.
В 1975 году в селе на братской могиле 22 воинов, павших смертью храбрых в бою за освобождение Сырова от гитлеровцев, установлен памятник в честь погибших односельчан.
В селе установлен памятник В. И. Ленину.
В селе действовал колхоз, за достижения в развитии сельскохозяйственного производства 186 передовиков награждены орденами и медалями СССР.
На 1983 год население села составляло 2092 человека.

## Известные и почётные уроженцы и жители села
- Бодня, Василий Григорьевич — Герой Советского Союза; приехал в село после войны, проживал и работал в селе.
- Сиваченко, Василий Григорьевич — Герой Советского Союза; уроженец села, в возрасте 10 лет уехал из села.
- Чумак, Дмитрий Михайлович — Герой Советского Союза; уроженец села, в 1932 году в возрасте 21 год уехал из села.
- Кадров, Дмитрий Пантелеевич — полный кавалер ордена Славы; родился в селе, после войны вернулся в село, работал здесь.

За достижения в развитии сельскохозяйственного производства были награждены: доярка А. К. Мурзак — орденом Ленина и Трудового Красного Знамени, звеньевая П. Н. Парсенюк — орденами Октябрьской Революции и Трудового Красного Знамени. Орденом Трудового Красного Знамени награждены механизатор В. П. Антинескул, звеньевой механизированного звена по выращиванию сахарной свеклы А. М. Ткаченко, доярки Н. С. Бондаренко, В. Д. Романенко и комбайнер А. С. Тюха.